# 東広島運動公園野球場
東広島運動公園野球場（ひがしひろしまうんどうこうえん・やきゅうじょう）は、広島県東広島市の東広島運動公園（アクアパーク）内にある野球場。愛称東広島アクアスタジアム。施設は東広島市が所有し、イズミテクノ・RCC文化センター・シンコースポーツ共同企業体が指定管理者として管理運営している。

## 歴史
東広島市の市制30周年記念事業の一環として、東広島運動公園内の西側約2.9haの敷地内で2005年1月18日に着工。総事業費は約16億円を要した。当初は2004年秋の着工予定だったが、国からの補助金受給に関する協議や建設業者の入札準備などに手間取り、着工がずれ込んだ。
野球場は2007年春に竣工し、5月19日に開場。愛称は「東広島アクアスタジアム」に決まった。同日は開場式の後、招待試合として広島六大学野球連盟春季リーグ戦・広島大対近大工学部1回戦と、社会人野球・伯和ビクトリーズ対JR四国硬式野球部の2試合が行われた（広島六大学は翌20日も同カードを2試合開催）。

## 施設概要
- グラウンド面積：13,148m2
- 両翼：100m、中堅：122m
- 内野：クレー舗装、外野：天然芝
- 照明設備：6基
- スコアボード：磁気反転式
- 収容人員：3,800人（バックスタンド:1,000人 内野袖スタンド（階段）:150人 内野袖スタンド（芝生）:1,000人 外野スタンド（芝生）:1,650人)

## 交通
- 山陽本線・西条駅7番バスのりばからJRバス（西条線）「呉駅」行などで「三升原」下車
- 山陽新幹線・東広島駅からタクシー約10分

## 公園内その他の施設
- 東広島運動公園陸上競技場
- 東広島運動公園体育館